# 笠間市立みなみ学園義務教育学校
笠間市立みなみ学園義務教育学校（かさましりつみなみがくえんぎむきょういくがっこう）は、茨城県笠間市北吉原にある義務教育学校。

## 概要
（この節の出典）
2017年（平成29年）に笠間市立南小学校と南中学校を統合し、義務教育学校として創設した。2021年（令和3年）度からは、新校舎で施設一体型の教育がスタートした。「少人数教育と小中一貫教育」の強みを生かし、教育目標である「人間力を高め　未来にはばたく児童生徒の育成」を目指して日々教育活動を行っている。
小規模特認校でもあり、笠間市内全域から通学することができる。

## 歴代校長
| 代   | 氏名     | 就任日       | 退任日        |
| ---- | -------- | ------------ | ------------- |
| 初代 | 市毛正明 | 2017年4月1日 | 2018年3月31日 |
| 2代  | 池田直哉 | 2018年4月1日 | 2021年3月31日 |
| 3代  | 野尻秀子 | 2021年4月1日 | 2024年3月31日 |
| 4代  | 小森真史 | 2024年4月1日 |               |

## 生徒・教員数
※2024年4月時点
| 学年    | 人数  |         | 学年 | 人数 |  | 職員 |
| ------- | ----- | ------- | ---- | ---- |  | ---- |
| 第1学年 | 22名  | 第7学年 | 23名 | 37名 |  |      |
| 第2学年 | 28名  | 第8学年 | 15名 |      |  |      |
| 第3学年 | 21名  | 第9学年 | 26名 |      |  |      |
| 第4学年 | 18名  |         |      |      |  |      |
| 第5学年 | 23名  |         |      |      |  |      |
| 第6学年 | 24名  |         |      |      |  |      |
| 合計    | 200名 |         |      |      |  |      |